# Secoviridae
Famille
Genres de rang inférieur
- Cheravirus
- Sadwavirus
- Sequivirus
- Torradovirus
- Waikavirus
- Comovirus
- Fabavirus
- Nepovirus

Les Secoviridae sont une famille de virus qui comprend huit genres et 86 espèces. Ce sont des virus à ARN linéaire à simple brin à polarité positive, qui infectent les plantes (phytovirus). La famille est rattachée à la classe IV de la classification Baltimore.
Le génome, bipartite, comprend deux segments d'ARN linéaire, ARN-1 et ARN-2, longs de 6 à 8 kb et 4 à7 kb respectivement.
Les virions, non-enveloppés, sont constitués de capsides icosaédriques de 25 à 30 nm de diamètre.
Les Secoviridae sont transmis par différents vecteurs : soit des insectes (coléoptères, pucerons, aleurodes), soit par des nématodes (genres Charavirus, Nepovirus et Sadwavirus).

## Liste des genres et espèces
Selon NCBI (27 décembre 2020)
La famille des Secoviridae comprend les genres suivants :
- Cheravirus ; espèce-type : virus de la feuille sèche du cerisier ;
- Sadwavirus ; espèce-type : virus du nanisme du satsuma ;
- Sequivirus ; espèce-type : virus de la tache jaune du panais ;
- Torradovirus ; espèce-type : Virus du torrado de la tomate.
- Waikavirus ; espèce-type : virus sphérique du tungro du riz.
- Sous-famille des Comovirinae
  - Comovirus ; espèce-type : virus de la mosaïque du niébé ;
  - Fabavirus ; espèce-type : virus du flétrissement de la fève.
  - Nepovirus ; espèce-type : virus des taches en anneaux du tabac.

En outre l'espèce suivante n'est pas rattachée à un genre particulier :
- Virus latent des taches annulaires du fraisier, SRLV (Strawberry latent ringspot virus),